# Urtsadsor
Urtsadsor ou Urtsadzor (en arménien Ուրցաձոր ) est une communauté rurale du marz d'Ararat en Arménie. En 2008, elle compte 3 056 habitants.

## Nature
Le village est situé dans une zone semi-désertique dans la vallée de la rivière Vedi. Il y a environ 15 couples de cigognes blanches qui nichent dans le village. Les environs du village comptent 131 espèces de papillons et sont reconnues comme étant la zone principale des papillons. De plus, un nombre d'espèces d'oiseaux est répertorié à l'intérieur du village (par exemple, le pic syrien, l'épervier européen du Levant, etc.) et à ses abords (par exemple, le faucon Lanner, le bruant à tête grise, le blé Wheatear, etc.).